# Hydrolastic
Ett fjädringssystem för mindre personbilar, uppfunnet av bilkoncernen BMC under 1960-talet. Systemet inspirerades av Citroëns gashydrauliska fjädring, men saknar dess höjdreglering och är betydligt enklare. I vissa avseenden påminner det också om den mekaniska fjädringen hos Citroën 2CV.

## Konstruktion
Fjädringselementen är gjorda av gummi, och innehåller en vätskefylld kammare. Fram- och bakhjulen på respektive sida har en förbindelse genom ett rör. När ett hjul fjädrar upp, pressas en del av vätskan över till det andra hjulet på samma sida, vilket gör att bilen färdas mjukare över ojämnheter i vägen. När framhjulets fjäder trycks ihop lyfter bakhjulet bakänden av bilen. Systemet passar bäst på bilar med kort hjulbas, som annars kan upplevas stötiga på dåliga vägar. Eftersom hjulen är ihopkopplade parvis blir fjädringen styvare i sidled än i längsled. Därför kan man använda mjukare fjädring utan att bilen kränger alltför mycket i kurvorna. Däremot har bilar med Hydralastic en tendens att stegra vid acceleration och niga vid bromsning mer än i ett konventionellt fjädringssystem. 
Konstruktionen ersätter inte bara de vanliga spiralfjädrar som finns i de flesta bilar, utan även stötdämparna, genom att vätskan tvingas passera genom en strypning när fjädringen rör sig. Dessutom finns en krängninghämmande funktion, genom att fjädringstrycket fördelas mellan fram- och bakhjul.

## Hydraulvätska
En blandning av vatten och alkohol används för att ge frysskydd. Systemet har ingen pump eller några andra mekaniska delar, utan fjädringselementen rör sig för att ta upp alla rörelser. Det är därför i princip underhållsfritt, även om gummifjädrarna måste bytas ut när de har blivit för gamla.

## Utveckling
Hydrolastic ersattes av ett nytt system som kallades Hydragas. I detta system användes kvävefyllda gasklockor som fjädringselement. I övrigt var grundprincipen likadan. 

### Bilmodeller som använt Hydrolastic
- BMC 1100
- Mini (1964-1971)
- Austin America (1968-1971)
- Austin 1800
- Austin Maxi (→ mars 1978)
- Austin 3-litre
- MG 1100 (1962-1968)
- Morris 1500
- Wolseley Hornet
- Riley Elf
- Riley Kestrel
- Wolseley 1100
- Wolseley Six